# Trofeo Matteotti 1960
Il Trofeo Matteotti 1960, quindicesima edizione della corsa, si svolse il 7 agosto 1960 su un percorso di 220,5 km. La vittoria fu appannaggio dell'italiano Oreste Magni, che completò il percorso in 5h40'47", precedendo i connazionali Italo Mazzacurati e Fernando Brandolini.

## Ordine d'arrivo (Top 10)
| Pos. | Corridore             | Squadra             | Tempo    |
| ---- | --------------------- | ------------------- | -------- |
| 1    | Oreste Magni          | Ignis               | 5h40'47" |
| 2    | Italo Mazzacurati     | Bianchi             | s.t.     |
| 3    | Fernando Brandolini   | Carpano             | s.t.     |
| 4    | Alberto Assirelli     | Legnano             | s.t.     |
| 5    | Nello Fabbri          | Ignis               | s.t.     |
| 6    | Rino Cattaneo         | Caballero           | s.t.     |
| 7    | Giovanni Garau        | S.S. Audax Cagliari | s.t.     |
| 8    | Germano Barale        | Bianchi             | a 1'03"  |
| 9    | Mariano Franceschetto | Torpado             | s.t.     |
| 10   | Alfredo Bonariva      | Emi                 | a 1'08"  |